# Mount Scenery
Mount Scenery is een 870 meter hoge vulkaan op het Nederlandse eiland Saba. De laatste eruptie vond plaats rond 1640, en ging vergezeld met explosies en gloedwolken. De vulkaan geldt nog steeds als potentieel gevaarlijk.
Mount Scenery kan worden beklommen via een pad met 1064 treden, dat begint in het dorpje Windwardside. De flanken van de berg zijn begroeid met secundair regenwoud. Dicht bij de top groeien mahoniebomen. De top is veelal in mist gehuld.
Sinds Saba op 10 oktober 2010 onderdeel werd van Nederland, is Mount Scenery het hoogste punt van Nederland. Het is sinds 1975 al het hoogste punt van het Koninkrijk der Nederlanden, na de onafhankelijkheid van Suriname. Boven de 550 meter maakt Mount Scenery deel uit van het Saba National Land Park.

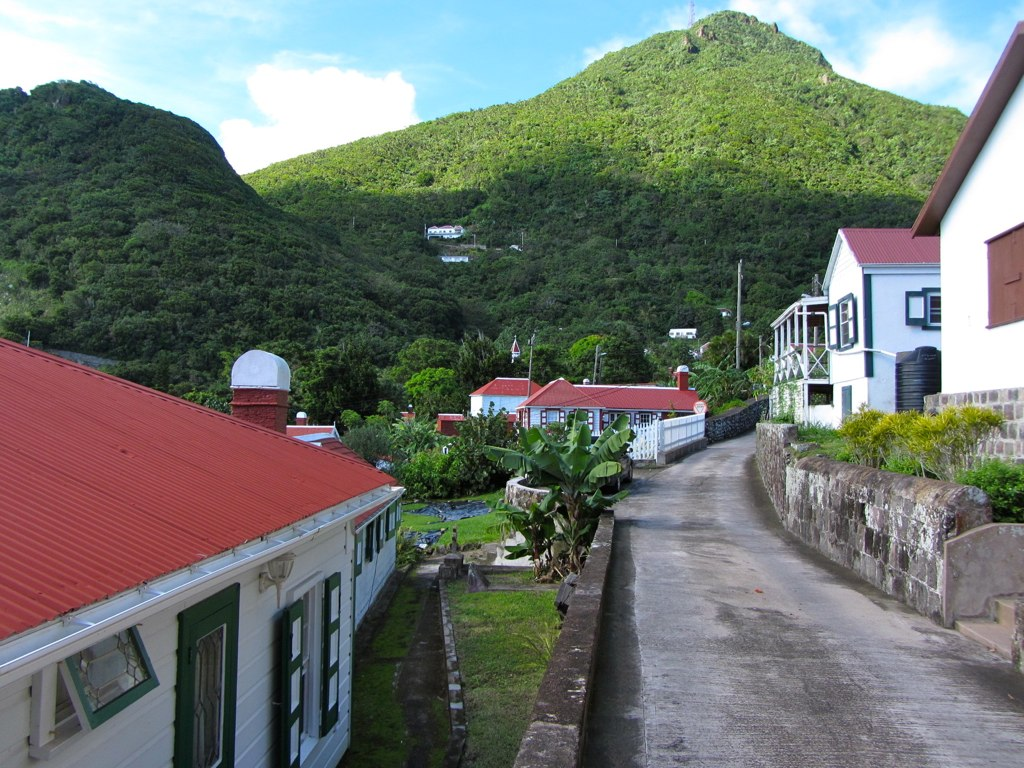
Windwardside met Mount Scenery
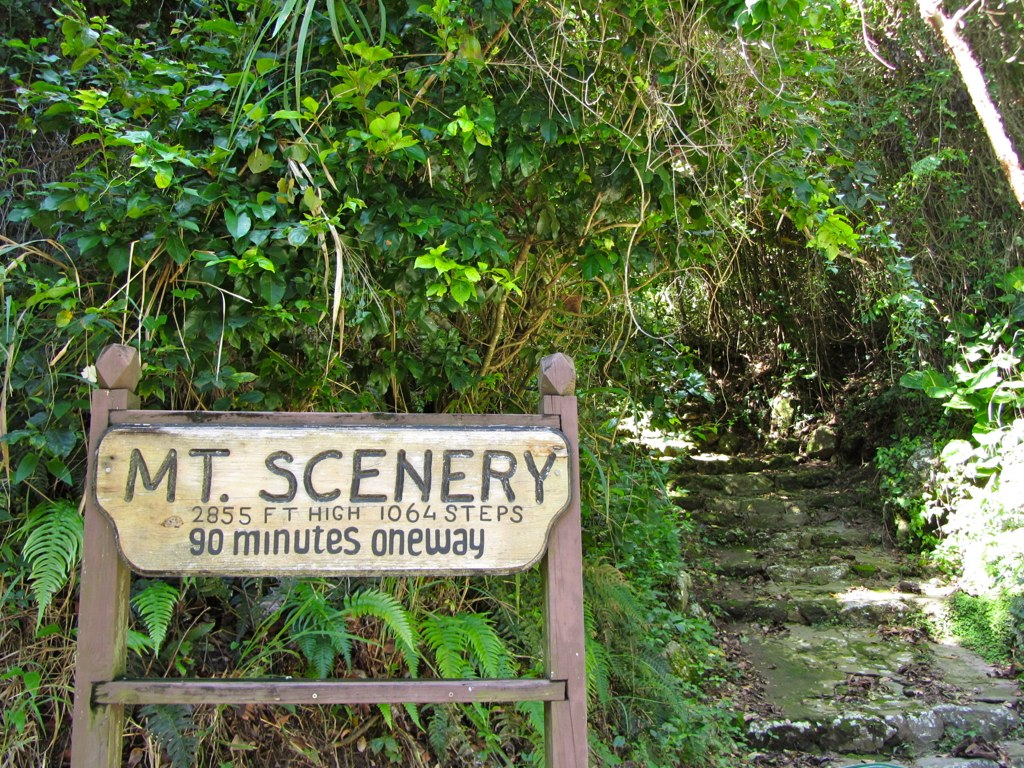
Begin van het wandelpad
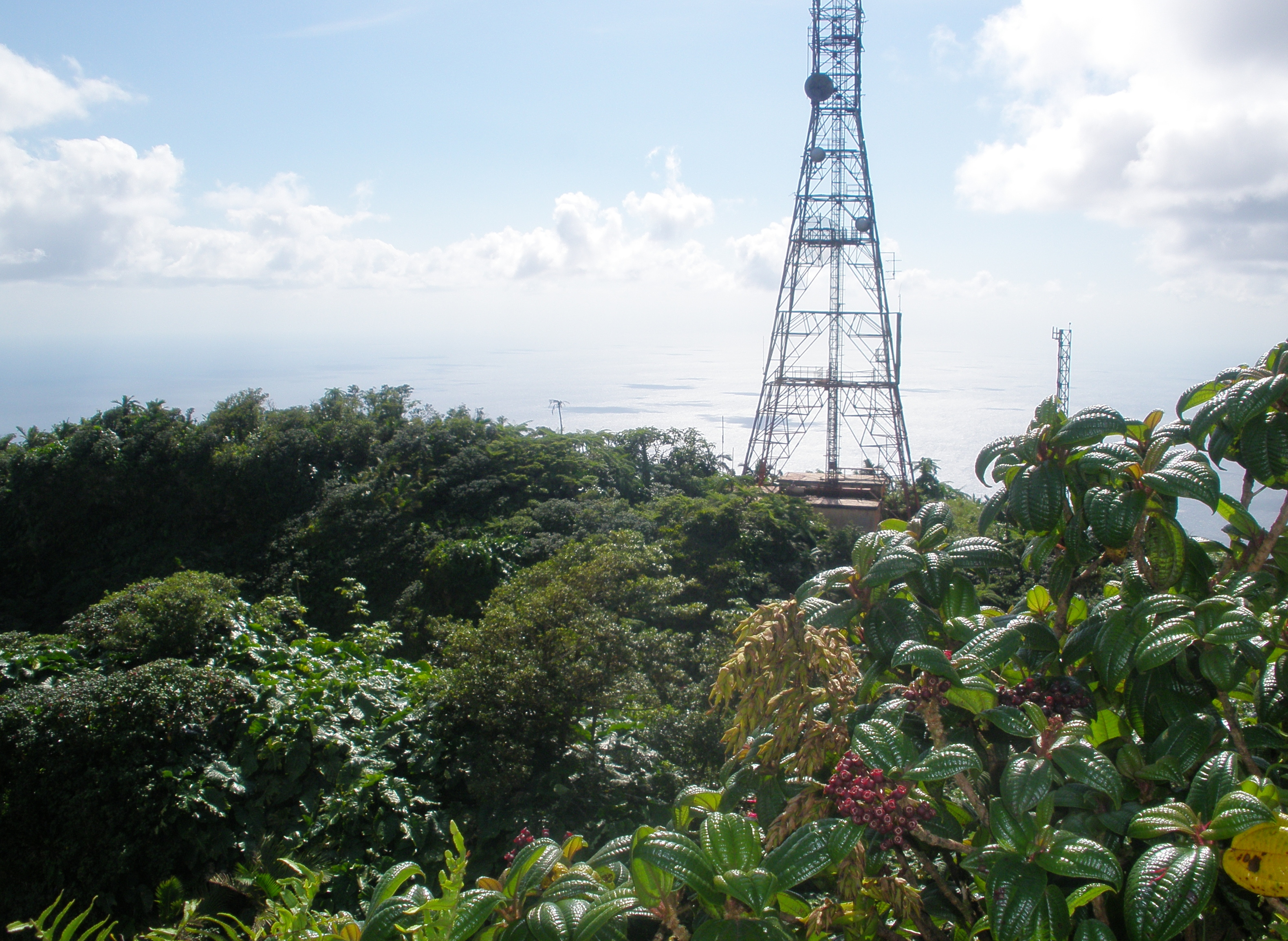
Zendmast bij de top
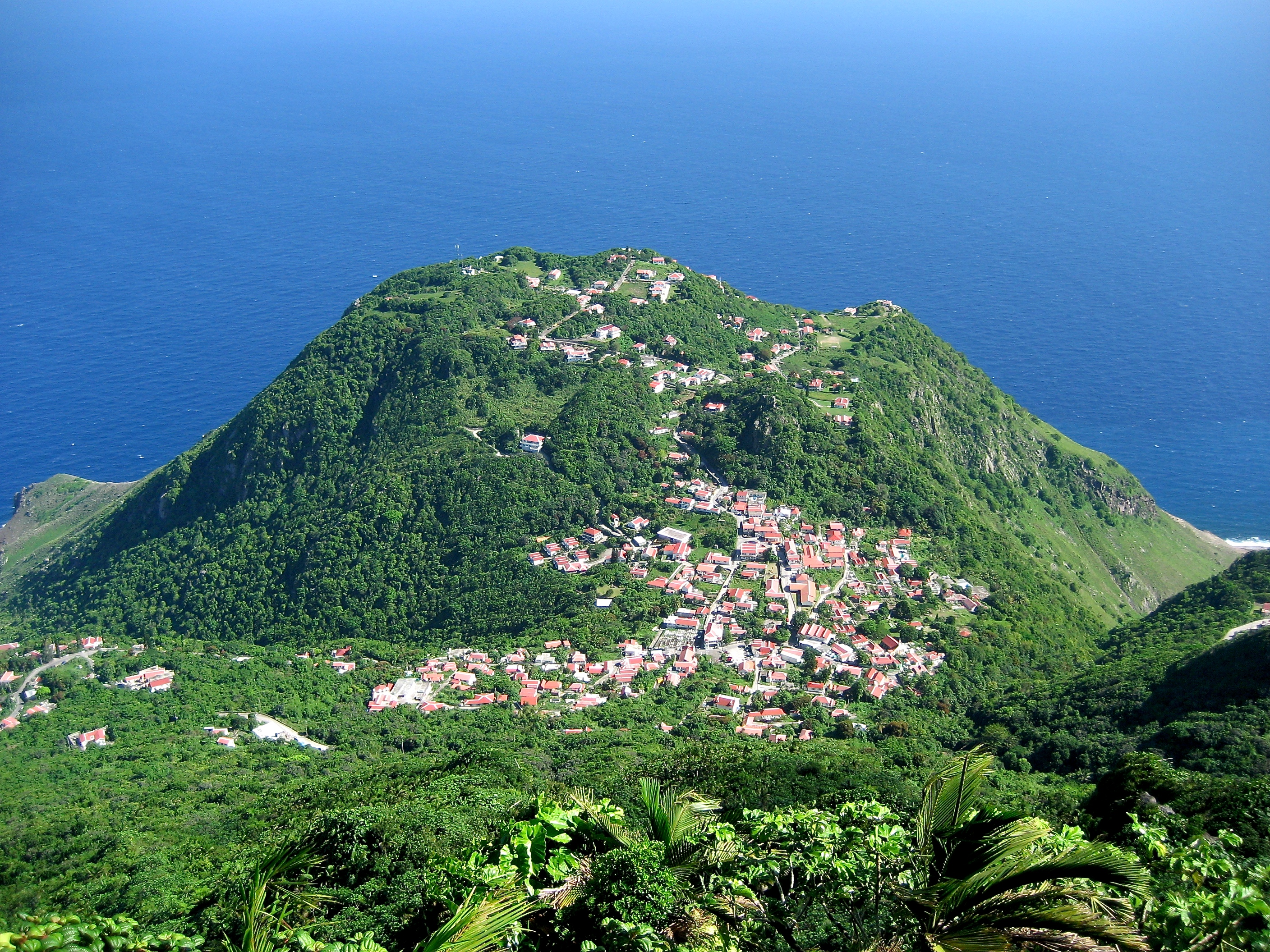
Uitzicht vanaf Mount Scenery